# Serdar Kulbilge
Serdar Kulbilge (7 de julho de 1980) é um futebolista turco, atuando como goleiro no time do Fenerbahçe SK.